# Primeira Divisão 2025 (Macao)
La Primeira Divisão 2025 è stata la 53ª edizione della massima serie del campionato di calcio di Macao. Il campionato è iniziato il 19 febbraio 2025 ed è terminata il 10 agosto successivo. La squadra campione in carica era il Benfica de Macau, che ha vinto il suo sesto titolo nazionale nella stagione 2024.
La competizione è stata vinta dal Chao Pak Kei, al suo quinto titolo nazionale.

## Stagione

### Novità
Dall'edizione precedente è stato retrocesso il Tak Chun Ka I, ultimo classificato del campionato. In aggiunta sarebbe dovuto retrocedere lo Sporting de Macau, ma il Monte Carlo non ha confermato la sua partecipazione al campionato entro il termine stabilito, per cui è stato retrocesso d'ufficio, consentendo il ripescaggio allo Sporting. Al loro posto, dalla 2ª Divisão sono stati promossi Shao Jiang e Chiba, primi due classificati del campionato.

### Formula
Le 10 squadre partecipanti giocano un girone all'italiana con gare di sola andata, per un totale di 9 giornate. Al termine della stagione regolare, le prime 5 si qualificano per il gruppo scudetto, un girone di andata e ritorno per decretare la squadra campione di Macao e qualificata per le competizioni AFC. Le ultime 5 della stagione regolare giocano un girone di andata e ritorno, al termine del quale l'ultima classificata viene retrocessa in 2ª Divisão.

## Squadre partecipanti
| Club                  | Città   | Stagione precedente    |
| --------------------- | ------- | ---------------------- |
| Benfica de Macau      | Taipa   | Campione di Macao      |
| Chao Pak Kei          | Taipa   | 2° in Primeira Divisão |
| Cheng Fung            | Taipa   | 3° in Primeira Divisão |
| Chiba                 | Taipa   | 2ª Divisão             |
| Hang Sai              | Coloane | 4° in Primeira Divisão |
| Jia Hua               | Coloane | 7° in Primeira Divisão |
| Lun Lok               | Coloane | 5° in Primeira Divisão |
| Shao Jiang            | Taipa   | 2ª Divisão             |
| Sporting de Macau     | Taipa   | 9° in Primeira Divisão |
| Universidade de Macau | Coloane | 6° in Primeira Divisão |

## Stagione regolare
|  | Pos. | Squadra               | Pt | G | V | N | P | GF | GS | DR  |
|  | ---- | --------------------- | -- | - | - | - | - | -- | -- | --- |
|  | 1.   | Chao Pak Kei          | 23 | 9 | 7 | 2 | 0 | 39 | 5  | +34 |
|  | 2.   | Shao Jiang            | 22 | 9 | 7 | 1 | 1 | 44 | 6  | +38 |
|  | 3.   | Universidade de Macau | 19 | 9 | 6 | 1 | 2 | 25 | 10 | +15 |
|  | 4.   | Cheng Fung            | 19 | 9 | 5 | 4 | 0 | 18 | 7  | +11 |
|  | 5.   | Benfica de Macau      | 16 | 9 | 5 | 1 | 3 | 19 | 14 | +5  |
|  | 6.   | Chiba                 | 10 | 9 | 3 | 1 | 5 | 19 | 26 | -7  |
|  | 7.   | Jia Hua               | 9  | 9 | 2 | 3 | 4 | 17 | 18 | -1  |
|  | 8.   | Hang Sai              | 7  | 9 | 2 | 1 | 6 | 17 | 26 | -9  |
|  | 9.   | Lun Lok               | 3  | 9 | 1 | 0 | 8 | 10 | 40 | -30 |
|  | 10.  | Sporting de Macau     | 0  | 9 | 0 | 0 | 9 | 1  | 57 | -56 |

Legenda:
      Ammesse alla Poule scudetto
      Ammesse alla Poule retrocessione
Note:

Tre punti a vittoria, uno a pareggio, zero a sconfitta.
In caso di arrivo di due o più squadre a pari punti, la graduatoria verrà stilata secondo la classifica avulsa tra le squadre interessate che prevede, in ordine, i seguenti criteri:
- Punti generali
- Differenza reti generale
- Reti realizzate in generale
- Partite vinte in generale
- Partite vinte in trasferta
- Punti negli scontri diretti
- Differenza reti negli scontri diretti
- Differenza reti generale
- Sorteggi

## Gruppo scudetto
|                  | Pos. | Squadra               | Pt | G  | V  | N | P | GF | GS | DR  |
| ---------------- | ---- | --------------------- | -- | -- | -- | - | - | -- | -- | --- |
| Macao (bandiera) | 1.   | Chao Pak Kei          | 44 | 17 | 14 | 2 | 1 | 78 | 10 | +68 |
|                  | 2.   | Shao Jiang            | 43 | 17 | 14 | 1 | 2 | 64 | 13 | +51 |
|                  | 3.   | Universidade de Macau | 26 | 17 | 8  | 2 | 7 | 33 | 32 | +1  |
|                  | 4.   | Benfica de Macau      | 25 | 17 | 8  | 1 | 8 | 31 | 28 | +3  |
|                  | 5.   | Cheng Fung            | 20 | 17 | 5  | 5 | 7 | 22 | 42 | -20 |

Legenda:

      Campione di Macao e ammessa alla AFC Challenge League

Note:
Tre punti a vittoria, uno a pareggio, zero a sconfitta.

## Gruppo retrocessione
|  | Pos. | Squadra           | Pt | G  | V | N | P  | GF | GS | DR  |
|  | ---- | ----------------- | -- | -- | - | - | -- | -- | -- | --- |
|  | 6.   | Chiba             | 29 | 17 | 9 | 2 | 6  | 48 | 30 | +18 |
|  | 7.   | Jia Hua           | 25 | 17 | 7 | 4 | 6  | 50 | 27 | +23 |
|  | 8.   | Hang Sai          | 23 | 17 | 7 | 2 | 8  | 53 | 34 | +19 |
|  | 9.   | Lun Lok           | 6  | 17 | 2 | 0 | 15 | 15 | 93 | -78 |
|  | 10.  | Sporting de Macau | 4  | 17 | 1 | 1 | 15 | 10 | 95 | -85 |

Legenda:
      Retrocessa in 2ª Divisão 2026
Note:

Tre punti a vittoria, uno a pareggio, zero a sconfitta.